# Interton Video 3000
Interton Video 3000 ist eine Spielkonsole, die von Interton Electronic im Jahr 1976 veröffentlicht wurde. Sie basiert auf dem integrierten Schaltkreis AY-3-8500 von General Instrument. Die Ausgabe des Schwarz-Weiß-Bildes erfolgt an einem Fernseher mit Antenneneingang, die des Tons über einen in der Konsole verbauten Lautsprecher.
Die Warenhauskette Horten beispielsweise bot die Konsole 1976 zum Preis von 198 DM, dem unverbindlichen Verkaufspreis des Herstellers, an. Als Zubehör von Interton waren ein Netzteil, zwei Drehregler jeweils mit langem Verbindungskabel („Fernbedienung V350“) und ein Lichtgewehr („Elektronisches Gewehr V300“) erhältlich. Die Fernbedienung konnte bei Horten für 39 DM und das Lichtgewehr für 85 DM erworben werden. Unter der Bezeichnung Club Exclusiv 2000 existiert eine Lizenzversion mit blauem Gehäuse.

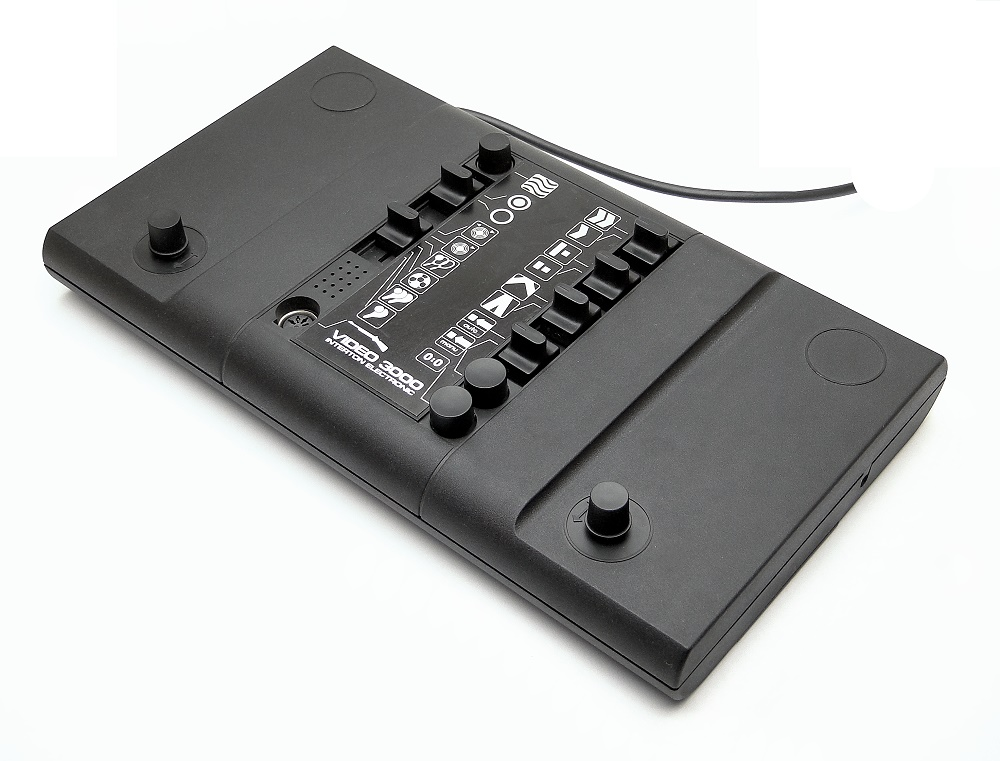
Interton Video 3000
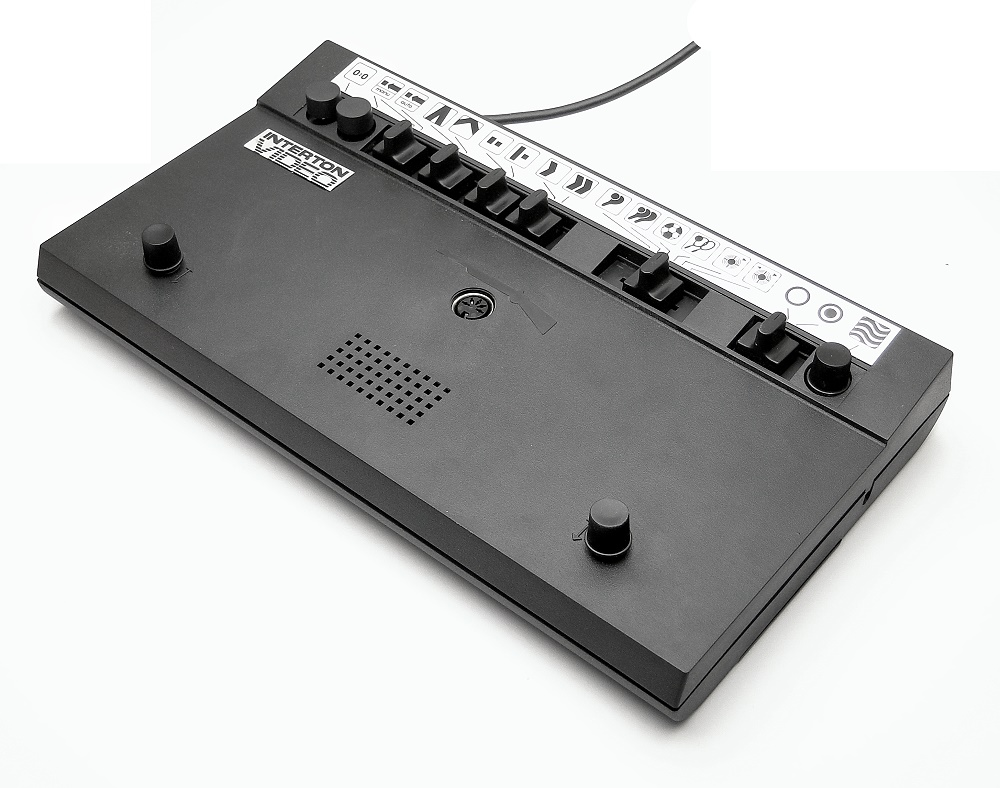
Interton Video 3000 (querliegendes Bedienpult)
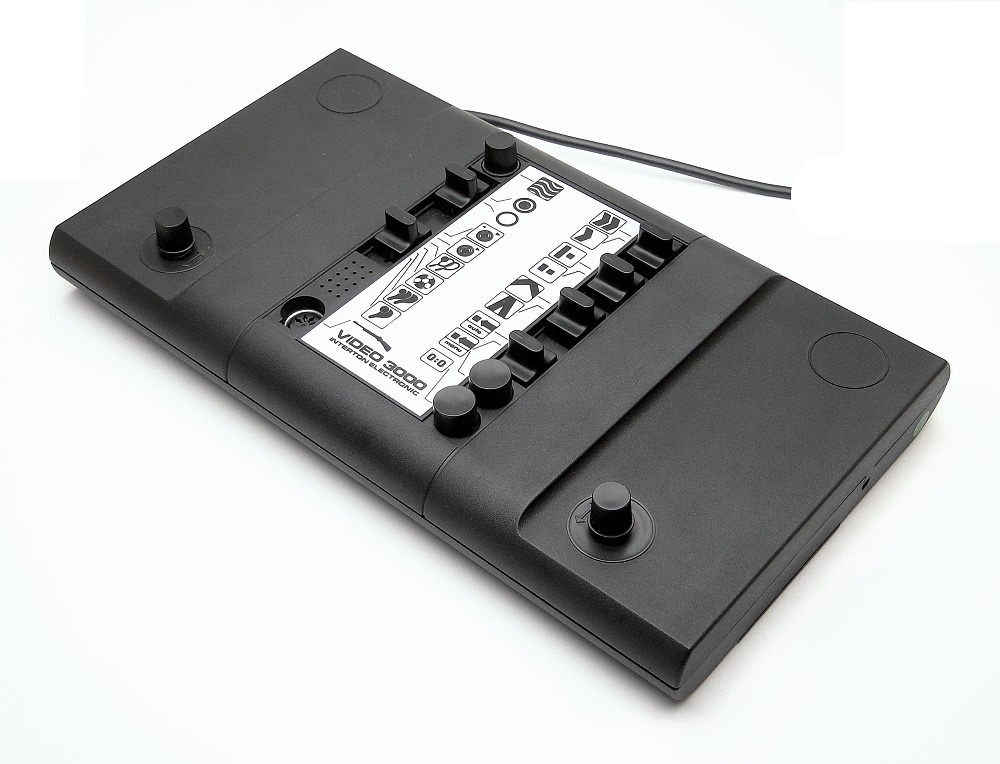
Interton Video 3000 (spätere Ausführung)
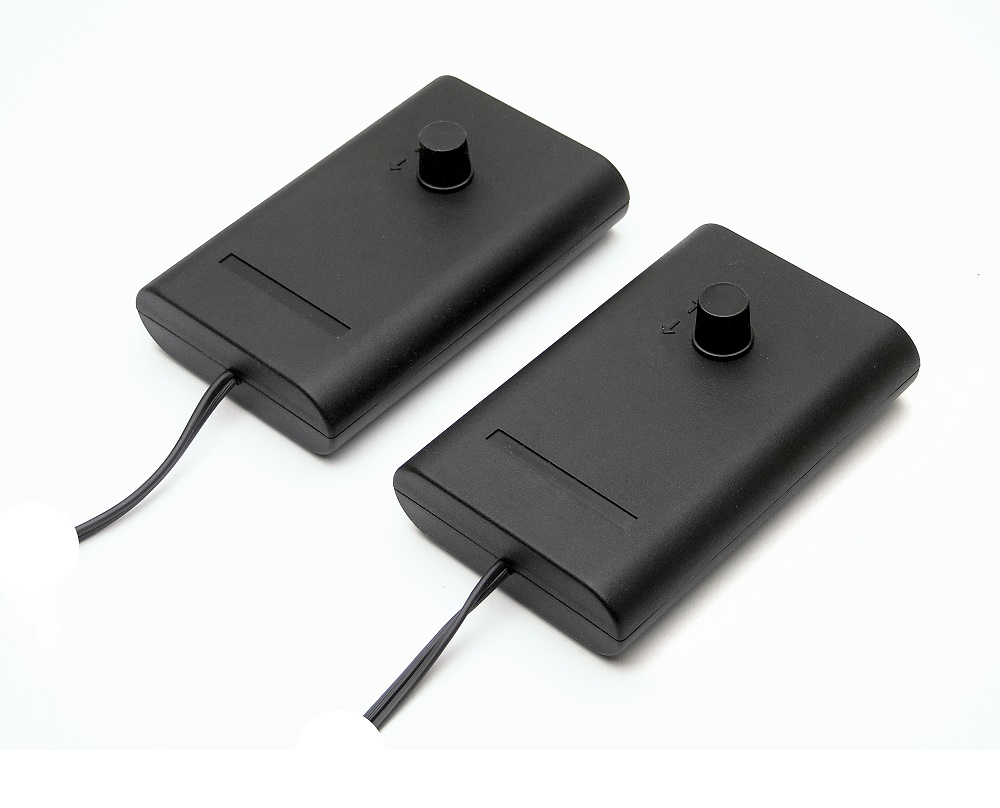
Interton-Fernbedienungen V350

Mit der Konsole können vier verschiedene Pong-Variationen (Tennis, Fußball, Squash, Pelota) und zwei Schießspiele (Treibjagd, Tontaubenschießen) ausgeführt werden. Entsprechend den Möglichkeiten des verbauten AY-3-8500 können verschiedene Spieleparameter wie die Geschwindigkeit des Balls, die Schlägergröße, der Abprallwinkel des Balls und die Art des Balleinwurfs (manuell oder automatisch) eingestellt werden.

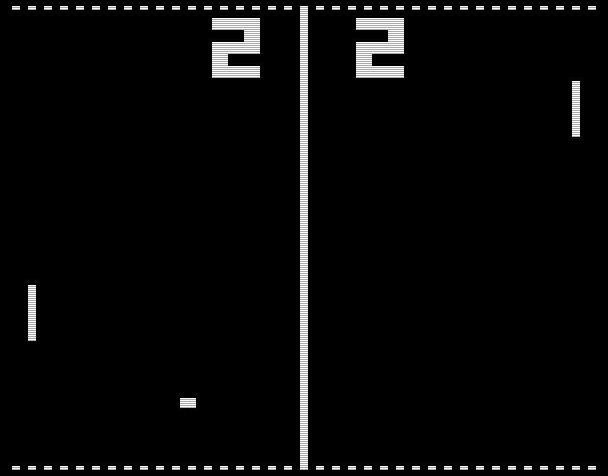
Screenshot Tennis
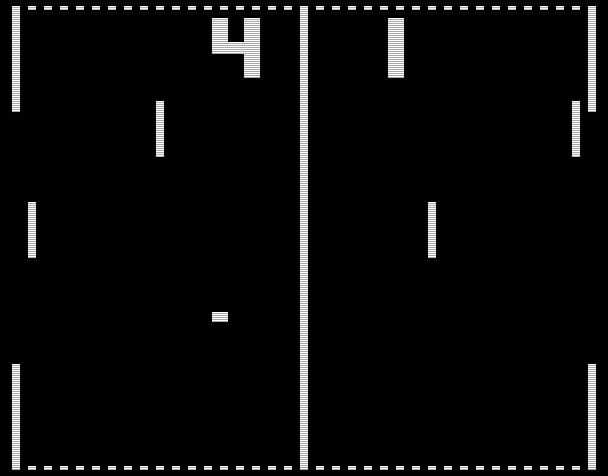
Screenshot Fußball
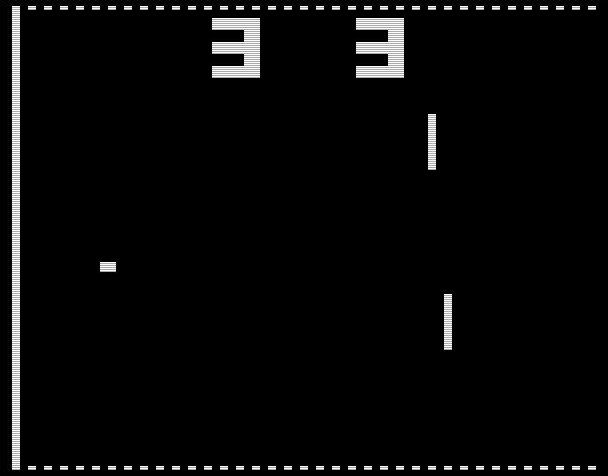
Screenshot Squash
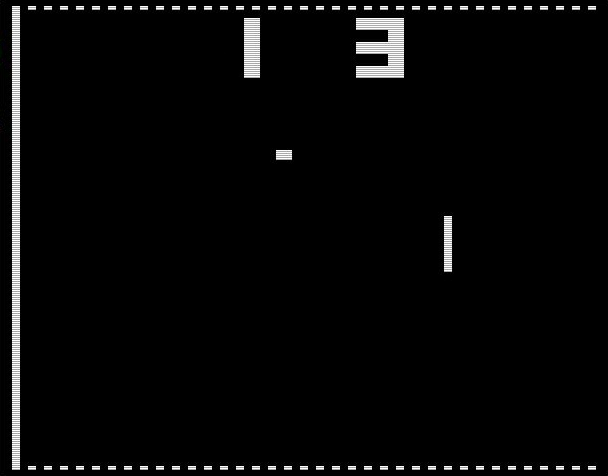
Screenshot Pelota